# Phragmocarpella fusispora
Phragmocarpella fusispora är en svampart som först beskrevs av Hans Sydow, och fick sitt nu gällande namn av Syd. & P. Syd. 1915. Phragmocarpella fusispora ingår i släktet Phragmocarpella och familjen Phyllachoraceae.   Inga underarter finns listade i Catalogue of Life.